# Scirpus americanus
La totora (del quechua tutura),  Scirpus americanus  es una planta herbácea perenne acuática, de la familia de las Ciperáceas, común en esteros y pantanos de América del Sur. 
Arbusto con ramas hasta 60 cm; florece en plena sequía, y las semillas maduran luego rápidamente. Son flores hermafroditas (ambos órganos masculinos y femeninos)  y son polinizadas por el viento.
Prefiere suelo de distinta textura, desde arenosos a arcillosos; lo mismo ocurre con el pH. Puede crecer desde sol pleno a media sombra. Requiere suelo mojado o húmedo, y crece perfectamente bien en agua; tolera exposición marina. Puede llegar a representar hasta 27660 kg de la biomasa subterránea en Chesapeake Bay (EE. UU.).

## Uso comestible
Partes comestibles: polen; raíces; semillas; tallos.[cita requerida]